# L'aldiquà
L'aldiquà è il sesto studio album del cantautore italiano Samuele Bersani, pubblicato nel 2006 dalla Fuori Classifica Edizioni Musicali. L'album ha raggiunto la terza posizione nella Classifica FIMI Album.

## Tracce
1. Lascia stare – 3:38 (testo: S. Bersani – musica: S. Bersani - R. Guarino)
2. Occhiali rotti – 4:42 (testo: S. Bersani – musica: S. Bersani - R. Guarino - T. Pujia)
3. La soggettiva del pollo arrosto – 4:15 (testo: S. Bersani – musica: S. Bersani - R. Guarino)
4. Lo scrutatore non votante – 3:31 (testo: S. Bersani – musica: S. Bersani - T. Pujia)
5. Sicuro precariato – 4:34 (testo: S. Bersani – musica: S. Bersani - R. Guarino)
6. Una delirante poesia – 4:22 (testo: S. Bersani – musica: S. Bersani - R. Guarino)
7. Maciste – 3:36 (testo: S. Bersani – musica: G. De Crescenzo (Pacifico))
8. Come due somari – 3:49 (testo: S. Bersani – musica: S. Bersani - A. Corsi)
9. Il maratoneta – 4:27 (S. Bersani)
10. Sogni – 3:30 (musica: S. Bersani  - R. Guarino - T. Pujia)

Sul retro dell'album, 9:46 è la durata riportata per l'ultima traccia, Sogni.

## Formazione
Prodotto, arrangiato, realizzato e suonato da Roberto Guarino e Samuele Bersani ad eccezione di "Lo scrutatore non votante", prodotto, arrangiato, realizzato e suonato da Tony Pujia e Samuele Bersani e di "Sogni", prodotto, arrangiato, realizzato e suonato da Roberto Guarino, Tony Pujia e Samuele Bersani.
- Samuele Bersani – voce, tastiera, pianoforte
- Davide Beatino – basso
- Roberto Guarino – chitarra, programmazione
- Stefano Melone – pianoforte
- Tony Pujia – chitarra
- Armando Corsi – chitarra
- Pacifico – chitarra, cori
- Valentino Corvino – violino
- Sandro Di Paolo – viola
- Piero Salvatori – violoncello
- Paolo Recchia – sassofono soprano
- Francesco Manna – flauto
- Sergio Boni – corno
- Simone Baroncini – corno

## Classifiche
| Classifica (2006) | Posizione massima |
| ----------------- | ----------------- |
| Italia            | 3                 |